# ケネス・マクドナルド・ボーマント
ケネス・マクドナルド・ボーマント（英語: Kenneth Macdonald Beaumont、1884年2月10日 - 1965年4月24日）は、イギリス、ブラックヒース出身のフィギュアスケート選手（男子シングル・ペア）。弁護士。フィギュアスケート審判員。
パートナーは妻のマドレーヌ・ボーマント。1920年アントワープオリンピックイギリス代表。

## 主な戦績

### 男子シングル
| 大会/年      | 1919-20 |
| ------------ | ------- |
| オリンピック | 9       |

### ペア
| 大会/年      | 1919-20 |
| ------------ | ------- |
| オリンピック | 8       |